# Stadio Changlimithang
Lo stadio Changlimithang è un impianto sportivo polivalente della città di Thimphu, capitale del Bhutan
L'impianto è la principale arena scoperta del paese ed è utilizzato soprattutto per gare nazionali ed internazionali di tiro con l'arco (autentico sport nazionale bhutanese), di calcio e di cricket.

## Storia
La storia dello stadio è strettamente legata a quella della casa regnante del paese. L'impianto sorge in un'area di grande importanza storica, precisamente sul sito ove nel 1885 si svolse una battaglia decisiva ai fini della successiva proclamazione del primo re del Bhutan  Ugyen Wangchuck, asceso al trono nel 1907. Nello stesso luogo si svolsero inoltre le celebrazioni per l'ascesa al trono del terzo re del paese, Jigme Dorji Wangchuck.
Lo stadio fu costruito nel 1974, in occasione delle celebrazioni dell'incoronazione del quarto Druk Gyalpo, Jigme Singye Wangchuck: esso era capace di accogliere fino a 10.000 spettatori. Nel 2002 l'impianto divenne celebre a livello internazionale, ospitando il match amichevole tra la nazionale di calcio del Bhutan e quella di Montserrat, ai fini delle riprese del documentario The Other Final.
Tra il 2006 e il 2008, in occasione del centenario del regno della dinastia Wangchuck e dell'incoronazione del re Jigme Khesar Namgyal Wangchuck che ne aumentarono la capienza a 25.000 posti, lo stadio fu interessato da lavori di ammodernamento ed ampliamento, costati circa 223 milioni di Ngultrum, a seguito dei quali la capienza risultò più che raddoppiata.
Il 15 dicembre 2012, con una solenne cerimonia presenziata anche dal sovrano del Bhutan, l'impianto è stato dotato di un nuovo manto erboso sintetico del valore di 900.000 dollari, interamente finanziati dalla FIFA. La durata del nuovo manto è stata stimata in circa 8 anni.

## Struttura
Lo stadio presenta una struttura peculiare: lungo il lato ovest corre una lunga gradinata di forma irregolare per il pubblico, che abbraccia il campo da calcio centrale e i due terreni accessori (da cricket e da tiro con l'arco) costruiti a sud. Il lato est ospita una tribunetta d'onore costruita nel tipico stile architettonico bhutanese. Sul lato nord sono infine ubicati alcuni campi da tennis e da squash.

## Utilizzo

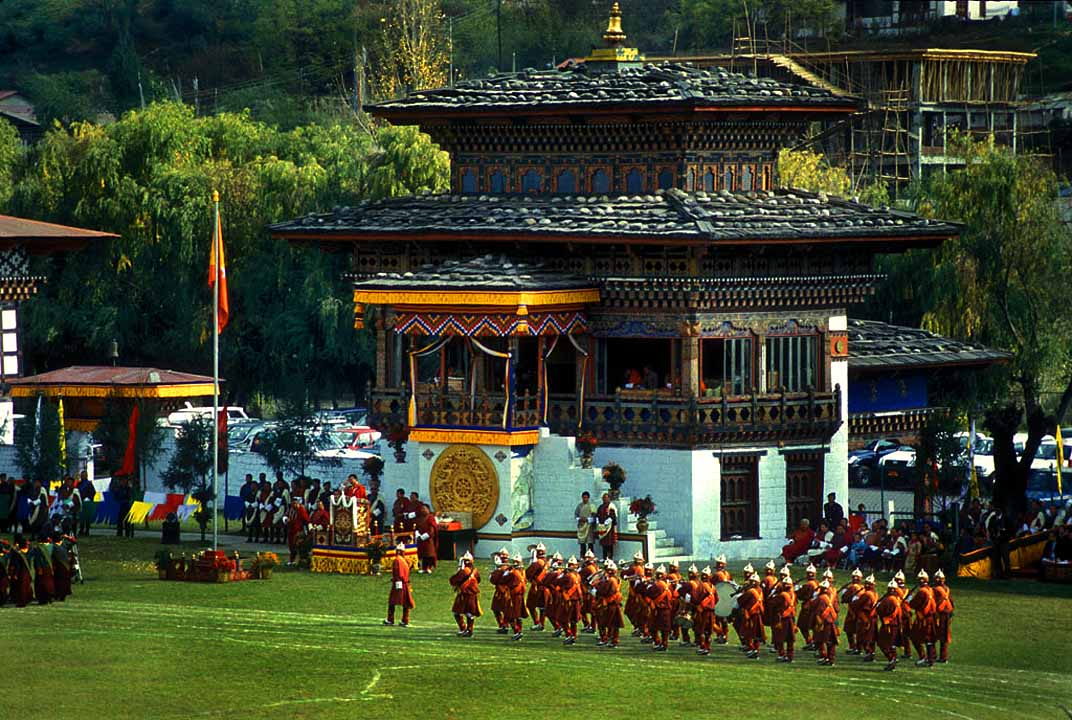
Celebrazioni per il compleanno reale allo stadio Changlimithang nel febbraio 2005.

L'impianto è utilizzato per tutte le più importanti manifestazioni sportive del paese: in particolare vi si svolgono tornei di tiro con l'arco e altre competizioni tradizionali bhutanesi (ad esempio le gare di digor). Lo stadio è inoltre il campo casalingo della nazionale di calcio del Bhutan e ospita tutte le partite del campionato locale di calcio.
Al Changlimithang si svolgono anche le principali feste tradizionali e le celebrazioni legate alla monarchia.
Con la posa del manto erboso sintetico, realizzata alla fine del 2012, i vari campi da gioco che compongono l'impianto sono stati messi a disposizione della popolazione, che ha quindi la possibilità di noleggiarli a pagamento per organizzare partite e attività in comune. I soldi ricavati vengono utilizzati per la manutenzione dello stadio e dei campi.